# Софийско земетресение (1818)
Вижте пояснителната страница за други значения на Софийско земетресение.
Софийското земетресение е земетресение с епицентър в околностите на град София, чийто основен трус е в 8:30 сутринта местно време на 4 април* 1818 година, а вторичните трусове, продължават още няколко месеца.
Данните за земетресението са оскъдни и се основават на текстови описания на свидетели. В повечето каталози интензивността на основния трус се оценява като VIII степен по скалата на Медведев-Шпонхойер-Карник (МШК), а магнитудът – на около 6,0. Според някои автори силата на земетресението е по-голяма – IX степен по МШК и магнитуд до 7,2.
Освен в София, земетресението е усетено и в близки селища, като Брезник, а според някои данни дори в Пловдив. В София земетресението предизвиква значителни щети, особено на по-големите обществени сгради. Сред пострадалите постройки са осем джамии. На някои места се отварят пукнатини в земята, а в близост до Баня баши джамия се появява горещ минерален извор. Местният управител Селем паша използва този извор, за да построи шадраван, но година след земетресението той пресъхва.